# 2004-es DTM-szezon
A 2004-es Deutsche Tourenwagen Masters szezon volt a bajnokság ötödik szezonja. Az idény április 18-án kezdődött a Hockenheimringen és szintén ott ért véget október 3-án. A bajnoki címet Mattias Ekström szerezte meg Gary Paffettel szemben.

## Csapatok és versenyzők
| Gyártó        | Csapat                         | Csapat elnevezése                            | Autó                       | Rajtszám | Versenyző             | Fordulók  |
| ------------- | ------------------------------ | -------------------------------------------- | -------------------------- | -------- | --------------------- | --------- |
| Mercedes-Benz | HWA Team                       | Vodafone / DaimlerChrysler Bank AMG-Mercedes | AMG-Mercedes C-Klasse 2004 | 1        | Bernd Schneider       | Összes    |
| Mercedes-Benz | HWA Team                       | Vodafone / DaimlerChrysler Bank AMG-Mercedes | AMG-Mercedes C-Klasse 2004 | 2        | Christijan Albers     | Összes    |
| Mercedes-Benz | HWA Team                       | C-Klasse AMG Mercedes                        | AMG-Mercedes C-Klasse 2004 | 7        | Gary Paffett          | Összes    |
| Mercedes-Benz | HWA Team                       | C-Klasse AMG Mercedes                        | AMG-Mercedes C-Klasse 2004 | 8        | Jean Alesi            | Összes    |
| Mercedes-Benz | Persson Motorsport             | Original-Teile / CLK AMG-Mercedes            | AMG-Mercedes CLK-DTM 2003  | 17       | Markus Winkelhock     | Összes    |
| Mercedes-Benz | Persson Motorsport             | Original-Teile / CLK AMG-Mercedes            | AMG-Mercedes CLK-DTM 2003  | 18       | Stefan Mücke          | Összes    |
| Mercedes-Benz | Team Rosberg                   | Sonax Dark Dog / CLK AMG-Mercedes            | AMG-Mercedes CLK-DTM 2003  | 20       | Jarek Janiš           | Összes    |
| Mercedes-Benz | Team Rosberg                   | Sonax Dark Dog / CLK AMG-Mercedes            | AMG-Mercedes CLK-DTM 2003  | 21       | Bernd Mayländer       | Összes    |
| Audi          | Audi Sport Team Abt Sportsline | Audi Sport Team Abt                          | Audi A4 DTM 2004           | 5        | Mattias Ekström       | Összes    |
| Audi          | Audi Sport Team Abt Sportsline | Audi Sport Team Abt                          | Audi A4 DTM 2004           | 6        | Martin Tomczyk        | Összes    |
| Audi          | Audi Sport Team Abt Sportsline | Audi Sport Team Abt Sportsline               | Audi A4 DTM 2004           | 11       | Christian Abt         | Összes    |
| Audi          | Audi Sport Team Abt Sportsline | Audi Sport Team Abt Sportsline               | Audi A4 DTM 2004           | 12       | Tom Kristensen        | Összes    |
| Audi          | Audi Sport Team Abt Sportsline |                                              | Abt Audi TT-R              | 23       | Peter Terting         | *         |
| Audi          | Audi Sport Team Joest          |                                              | Audi A4 DTM 2004           | 22       | Rinaldo Capello       | *         |
| Audi          | Audi Sport Team Joest          | Audi Sport Infinion Team Joest               | Audi A4 DTM 2004           | 44       | Emanuele Pirro        | Összes    |
| Audi          | Audi Sport Team Joest          | Audi Sport Infinion Team Joest               | Audi A4 DTM 2004           | 45       | Frank Biela           | Összes    |
| Opel          | OPC Team Phoenix               | OPC Team 4                                   | Opel Vectra GTS V8 2004    | 3        | Marcel Fässler        | Összes    |
| Opel          | OPC Team Phoenix               | OPC Team 2                                   | Opel Vectra GTS V8 2004    | 4        | Laurent Aïello        | 1-5, 7-11 |
| Opel          | OPC Team Phoenix               | OPC Team 4                                   | Opel Vectra GTS V8 2004    | 14       | Peter Dumbreck        | 1-5, 7-11 |
| Opel          | OPC Team Holzer                | OPC Team 3                                   | Opel Vectra GTS V8 2004    | 9        | Heinz-Harald Frentzen | Összes    |
| Opel          | OPC Team Holzer                | OPC Team 3                                   | Opel Vectra GTS V8 2004    | 10       | Manuel Reuter         | 1-5, 7-11 |
| Opel          | OPC Team Holzer                | OPC Team 2                                   | Opel Vectra GTS V8 2004    | 15       | Timo Scheider         | Összes    |
| Opel          | OPC Euroteam                   | OPC Euroteam                                 | Opel Astra V8 Coupé        | 16       | Jeroen Bleekemolen    | Összes    |

Megjegyzés
* Csak a bajnokságon kívüli Sanghaji versenyen vettek részt.

## Összefoglaló
| Forduló | Versenypálya   | Dátum          | Pole-pozíció      | Leggyorsabb kör | Győztes | Győztes | Győztes | Listavezető       | Előny |
| Forduló | Versenypálya   | Dátum          | Pole-pozíció      | Leggyorsabb kör | versenyző | csapat | konstruktőr | Listavezető       | Előny |
| ------- | -------------- | -------------- | ----------------- | --- | --- | --- | --- | ----------------- | ----- |
| 1       | Hockenheimring | Április 18.    | Jean Alesi        | Bernd Schneider | Gary Paffett | C-Klasse AMG Mercedes                                                                                               | Mercedes | Gary Paffett      | 2     |
| 2       | Estoril        | Május 2.       | Mattias Ekström   | Gary Paffett | Christijan Albers                                                                                                   | DaimlerChrysler Bank AMG-Mercedes                                                                                   | Mercedes | Christijan Albers | 4     |
| 3       | Adria          | Május 16.      | Mattias Ekström   | Bernd Schneider | Mattias Ekström | Audi Sport Team Abt                                                                                                 | Audi | Christijan Albers | 2     |
| 4       | EuroSpeedway   | Június 6.      | Christijan Albers | Bernd Schneider | Mattias Ekström | Audi Sport Team Abt                                                                                                 | Audi | Mattias Ekström   | 0     |
| 5       | Norisring      | Június 27.     | Jean Alesi        | Bernd Schneider | Gary Paffett | C-Klasse AMG Mercedes                                                                                               | Mercedes | Christijan Albers | 3     |
|         | Shanghai       | Július 18.     | Gary Paffett      | A versenyt félbeszakították Mayländer balesete miatt, miután egy másik autó által felszedett aknafedélnek ütközött. | A versenyt félbeszakították Mayländer balesete miatt, miután egy másik autó által felszedett aknafedélnek ütközött. | A versenyt félbeszakították Mayländer balesete miatt, miután egy másik autó által felszedett aknafedélnek ütközött. | A versenyt félbeszakították Mayländer balesete miatt, miután egy másik autó által felszedett aknafedélnek ütközött. | Christijan Albers | 3     |
|         | Shanghai       | Július 18.     | Bernd Schneider   | Gary Paffett | C-Klasse AMG Mercedes                                                                                               | Mercedes | | Christijan Albers | 3     |
| 6       | Nürburgring    | Augusztus 1.   | Gary Paffett      | Gary Paffett | Gary Paffett | C-Klasse AMG Mercedes                                                                                               | Mercedes | Mattias Ekström   | 5     |
| 7       | Oschersleben   | Augusztus 8.   | Martin Tomczyk    | Tom Kristensen | Tom Kristensen | Audi Sport Team Abt Sportsline                                                                                      | Audi | Mattias Ekström   | 9     |
| 8       | Zandvoort      | Szeptember 5.  | Mattias Ekström   | Christijan Albers                                                                                                   | Mattias Ekström | Audi Sport Team Abt                                                                                                 | Audi | Mattias Ekström   | 16    |
| 9       | Brno           | Szeptember 19. | Mattias Ekström   | Manuel Reuter | Mattias Ekström | Audi Sport Team Abt                                                                                                 | Audi | Mattias Ekström   | 20    |
| 10      | Hockenheimring | Október 3.     | Martin Tomczyk    | Mattias Ekström | Bernd Schneider | Vodafone AMG-Mercedes                                                                                               | Mercedes | Mattias Ekström   | 27    |

## Végeredmény
Pontrendszer
Pontot az első nyolc helyezett kapott az alábbiak szerint:
| Helyezés | 1. | 2. | 3. | 4. | 5. | 6. | 7. | 8. |
| Pontok   | 10 | 8  | 6  | 5  | 4  | 3  | 2  | 1  |

### Versenyzők
| Helyezés | Versenyző             | HOC | EST | ADR | LAU | NOR | SHA‡ | SHA‡ | NÜR | OSC | ZAN | BRN | HOC | Pontok |
| -------- | --------------------- | --- | --- | --- | --- | --- | ---- | ---- | --- | --- | --- | --- | --- | ------ |
| 1        | Mattias Ekström       | 3   | 2   | 1   | 1   | 4   | T    | 3    | 2   | 5   | 1   | 1   | 6   | 74     |
| 2        | Gary Paffett          | 1   | 13  | 4   | Kiz | 1   | T    | 1    | 1   | 4   | 4   | 3   | 3   | 57     |
| 3        | Christijan Albers     | 2   | 1   | 2   | 2   | 2   | T    | 6    | 16† | 12  | 3   | Ki  | 7   | 50     |
| 4        | Tom Kristensen        | 4   | 4   | 10  | 10  | 6   | T    | Ki   | 5   | 1   | 6   | 2   | 4   | 43     |
| 5        | Martin Tomczyk        | 5   | 3   | 8   | 14  | 5   | T    | Ki   | Ki  | 2   | 2   | Ki  | 2   | 39     |
| 6        | Bernd Schneider       | 17† | 5   | 11  | 3   | 3   | T    | 2    | 3   | Ki  | 5   | 10  | 1   | 36     |
| 7        | Jean Alesi            | Ki  | 7   | 3   | 5   | 10  | T    | 4    | 7   | 10  | 11  | 8   | 5   | 19     |
| 8        | Timo Scheider         | 8   | 6   | 5   | 16  | Ki  | T    | Ki   | 6   | 7   | 12  | 7   | 9   | 15     |
| 9        | Marcel Fässler        | Ki  | 20† | Ki  | 7   | Ki  | T    | 14†  | 4   | 8   | 10  | 4   | Ki  | 13     |
| 10       | Laurent Aïello        | 9   | 8   | 6   | 4   | Ki  |      |      | 9   | 6   | Ki  | 15  | Ki  | 12     |
| 11       | Emanuele Pirro        | 7   | 11  | 9   | 6   | 9   | T    | Ki   | 11  | 15  | 7   | 5   | Ki  | 11     |
| 12       | Manuel Reuter         | 10  | 16  | 13  | 8   | 8   |      |      | 12  | 3   | 8   | 12  | Ki  | 9      |
| 13       | Peter Dumbreck        | 6   | 9   | Ki  | 11  | 7   |      |      | 8   | 11  | Ki  | 9   | Ki  | 6      |
| 14       | Heinz-Harald Frentzen | 11  | 12  | 12  | Ki  | Ki  | T    | 7    | Ki  | 14  | Ki  | 6   | 12  | 3      |
| 15       | Stefan Mücke          | 18† | 14  | 7   | Ki  | 15† | T    | 10   | 10  | 17  | 17  | 11  | 10  | 2      |
| 16       | Christian Abt         | Ki  | 10  | Ki  | 9   | 14† | T    | Ki   | 13  | 9   | Ki  | 12  | 8   | 1      |
| 17       | Frank Biela           | 16  | 15  | Ki  | 12  | 11  | T    | 13   | Ki  | 13  | 9   | 14  | 11  | 0      |
| 18       | Jeroen Bleekemolen    | 12  | 19  | 14  | 17  | 12  | T    | 12   | 14  | 18  | 13  | 17  | Ki  | 0      |
| 19       | Markus Winkelhock     | 15  | 17  | Ki  | 13  | Ki  | T    | 9    | Ki  | 16  | 14  | 18  | 13  | 0      |
| 20       | Bernd Mayländer       | 14  | 18  | Ki  | Ki  | 13  | T    | Ni   | 15  | 19  | 15  | 16  | 14  | 0      |
| 21       | Jarek Janiš           | 13  | Ki  | Ki  | 15  | 16† | T    | 8    | Ki  | 20† | 16  | Ki  | Ki  | 0      |
| -        | Rinaldo Capello       |     |     |     |     |     | T    | 5    |     |     |     |     |     | 0      |
| -        | Peter Terting         |     |     |     |     |     | T    | 11   |     |     |     |     |     | 0      |
| Helyezés | Versenyző             | HOC | EST | ADR | LAU | NOR | SHA‡ | SHA‡ | NÜR | OSC | ZAN | BRN | HOC | Pontok |

| Szín   | Eredmény                                          |
| ------ | ------------------------------------------------- |
| Arany  | Győztes                                           |
| Ezüst  | 2. helyezett                                      |
| Bronz  | 3. helyezett                                      |
| Zöld   | Pontot szerzett                                   |
| Kék    | Pont nélkül vagy helyezetlenül ért célba (NC, HN) |
| Lila   | Nem ért célba (Ret, Ki)                           |
| Fekete | Diszkvalifikálták (Kiz)                           |
| Fehér  | Nem indult (Ni)                                   |
| Fehér  | Verseny törölve (T)                               |
| Üres   | Nem gyakorolt (DNP)                               |
| Üres   | Beteg vagy sérült volt (Inj)                      |
| Üres   | Kizárt (EX)                                       |
| Üres   | Nem érkezett meg (DNA)                            |
| Üres   | Visszavonta a nevezést a verseny előtt (VN)       |

Megjegyzések:
- † — A versenyző kiesett, de teljesítette a versenytáv 90%-át, ezért rangsorolva lett.
- ‡ — Ezen az eseményen nem osztottak pontokat, mert nem számított bele a bajnokságba.

### Csapatok
| Helyezés | Csapat                                       | Rajtszám | HOC | EST | ADR | LAU | NOR | SHA‡ | SHA‡ | NÜR | OSC | ZAN | BRN | HOC | Pontok |
| -------- | -------------------------------------------- | -------- | --- | --- | --- | --- | --- | ---- | ---- | --- | --- | --- | --- | --- | ------ |
| 1        | Audi Sport Team Abt                          | 5        | 3   | 2   | 1   | 1   | 4   | T    | 3    | 2   | 5   | 1   | 1   | 6   | 113    |
| 1        | Audi Sport Team Abt                          | 6        | 5   | 3   | 8   | 14  | 5   | T    | Ki   | Ki  | 2   | 2   | Ki  | 2   | 113    |
| 2        | Vodafone / DaimlerChrysler Bank AMG-Mercedes | 1        | 17† | 5   | 11  | 3   | 3   | T    | 2    | 3   | Ki  | 5   | 10  | 1   | 86     |
| 2        | Vodafone / DaimlerChrysler Bank AMG-Mercedes | 2        | 2   | 1   | 2   | 2   | 2   | T    | 6    | 16† | 12  | 3   | Ki  | 7   | 86     |
| 3        | C-Klasse AMG Mercedes                        | 7        | 1   | 13  | 4   | Kiz | 1   | T    | 1    | 1   | 4   | 4   | 3   | 3   | 76     |
| 3        | C-Klasse AMG Mercedes                        | 8        | Ki  | 7   | 3   | 5   | 10  | T    | 4    | 7   | 10  | 11  | 8   | 5   | 76     |
| 4        | Audi Sport Team Abt Sportsline               | 11       | Ki  | 10  | Ki  | 9   | 14† | T    | Ki   | 13  | 9   | Ki  | 12  | 8   | 44     |
| 4        | Audi Sport Team Abt Sportsline               | 12       | 4   | 4   | 10  | 10  | 6   | T    | Ki   | 5   | 1   | 6   | 2   | 4   | 44     |
| 5        | OPC Team 2                                   | 4        | 9   | 8   | 6   | 4   | Ki  |      |      | 9   | 6   | Ki  | 15  | Ki  | 27     |
| 5        | OPC Team 2                                   | 15       | 8   | 6   | 5   | 16  | Ki  | T    | Ki   | 6   | 7   | 12  | 7   | 9   | 27     |
| 6        | OPC Team 4                                   | 3        | Ki  | 20† | Ki  | 7   | Ki  | T    | 14†  | 4   | 8   | 10  | 4   | Ki  | 19     |
| 6        | OPC Team 4                                   | 14       | 6   | 9   | Ki  | 11  | 7   |      |      | 8   | 11  | Ki  | 9   | Ki  | 19     |
| 7        | OPC Team 3                                   | 9        | 11  | 12  | 12  | Ki  | Ki  | T    | 7    | Ki  | 14  | Ki  | 6   | 12  | 12     |
| 7        | OPC Team 3                                   | 10       | 10  | 16  | 13  | 8   | 8   |      |      | 12  | 3   | 8   | 12  | Ki  | 12     |
| 8        | Audi Sport Infinion Team Joest               | 44       | 7   | 11  | 9   | 6   | 9   | T    | Ki   | 11  | 15  | 7   | 5   | Ki  | 11     |
| 8        | Audi Sport Infinion Team Joest               | 45       | 16  | 15  | Ki  | 12  | 11  | T    | 13   | Ki  | 13  | 9   | 14  | 11  | 11     |
| 9        | Original-Teile / CLK AMG-Mercedes            | 17       | 15  | 17  | Ki  | 13  | Ki  | T    | 9    | Ki  | 16  | 14  | 18  | 13  | 2      |
| 9        | Original-Teile / CLK AMG-Mercedes            | 18       | 18† | 14  | 7   | Ki  | 15† | T    | 10   | 10  | 17  | 17  | 11  | 10  | 2      |
| 10       | OPC Euroteam                                 | 16       | 12  | 19  | 14  | 17  | 12  | T    | 12   | 14  | 18  | 13  | 17  | Ki  | 0      |
| 11       | Sonax Dark Dog / CLK AMG-Mercedes            | 20       | 13  | Ki  | Ki  | 15  | 16† | T    | 8    | Ki  | 20† | 16  | Ki  | Ki  | 0      |
| 11       | Sonax Dark Dog / CLK AMG-Mercedes            | 21       | 14  | 18  | Ki  | Ki  | 13  | T    | Ni   | 15  | 19  | 15  | 16  | 14  | 0      |
| Helyezés | Csapat                                       | Rajtszám | HOC | EST | ADR | LAU | NOR | SHA‡ | SHA‡ | NÜR | OSC | ZAN | BRN | HOC | Pontok |

Megjegyzések:
- † — A versenyző kiesett, de teljesítette a versenytáv 90%-át, ezért rangsorolva lett.
- ‡ — Ezen az eseményen nem osztottak pontokat, mert nem számított bele a bajnokságba.

### Gyártók
| Helyezés | Gyártó   | HOC | EST | ADR | LAU | NOR | SHA‡ | SHA‡ | NÜR | OSC | ZAN | BRN | HOC | Pontok |
| -------- | -------- | --- | --- | --- | --- | --- | ---- | ---- | --- | --- | --- | --- | --- | ------ |
| 1        | Audi     | 17  | 19  | 11  | 13  | 12  | T    | 0    | 12  | 22  | 23  | 22  | 17  | 168    |
| 2        | Mercedes | 18  | 16  | 21  | 18  | 24  | T    | 0    | 18  | 5   | 15  | 7   | 22  | 164    |
| 3        | Opel     | 4   | 4   | 7   | 8   | 3   | T    | 0    | 9   | 12  | 1   | 10  | 0   | 58     |
| Helyezés | Gyártó   | HOC | EST | ADR | LAU | NOR | SHA‡ | SHA‡ | NÜR | OSC | ZAN | BRN | HOC | Pontok |